# Керндлова, Тереза
Тереза Керндлова — чешская певица, ставшая известной благодаря её участию на «Евровидении 2008».
Песня «Have Some Fun» (рус. Веселитесь!) была представлена в втором полуфинале, и заняла там лишь 18-е (предпоследнее) место, получив всего 9 баллов.

## Дискография

### Студийные альбомы
- 2006 —Orchidej / Орхидея
- 2007 — Have Some Fun / Веселитесь
- 2008 — Retro/ Ретро
- 2011 — Schody z nebe / Лестница с неба
- 2013 — Singles Collection / Коллекция синглов